# Wilhelm Mayer (compositor)
Benjamin Wilhelm Mayer, (Praga, 10 de junio de 1831-Graz, 22 de enero de 1898) fue un compositor y educador musical austrohúngaro.

## Biografía
Hijo de un abogado; se recibió en derecho y ostentó varios puestos en el gobierno austrohúngaro, pero en 1861 se dedicó por completo a la música. Compositor de la escuela romántica tardía, detestaba la música de Richard Wagner y la de Johannes Brahms.
| Cuando mencionaba el nombre de Mozart su rostro gentil asumía una expresión de confidencia paternal y felicidad mientras que su mirada traicionaba un profundo respeto interior. Era, tal vez, el más grande logro de Rémy y, sin duda, el más grande logro para sus discípulos, el que imprimieran tan profundamente la figura de Mozart en nuestras mentes. |

Como maestro, Mayer era exigente, pero también inspirador. Su reputación se extendió por toda Europa. El emperador Francisco José I de Austria le otorgó la Cruz de Caballero de la Orden imperial de Francisco José. Mayer se casó y tuvo una hija, Melanie. Murió a la edad de 66 años. Su antiguo alumno Ferruccio Busoni le escribió un homenaje en el Allgemeine musikalische Zeitung.

## Obras
- 5 sinfonías.
- Ópera Das Waldfraulein. (Graz, 1876)
- Obertura Sardanápalo.
- Poema sinfónico Helena.
- Pieza de fantasía.
- Juego de canciones eslavas , partes solistas, 2 pianos y coro.
- Eastern Roses, partes solistas, 2 pianos y coro.
- Música de cámara.
- Canciones.